# وورگوردا
وورگوردا (به سوئدی: Vårgårda) یک منطقهٔ مسکونی در سوئد است که در بخش وورگوردا واقع شده‌است. وورگوردا ۴٫۳۱ کیلومتر مربع مساحت و ۵٬۳۴۰ نفر جمعیت دارد.

## خواهرخوانده
شهر پولوا خواهرخواندهٔ وورگوردا هست.